# Johannes Badrutt Donatsch
Johannes Badrutt Donatsch (* 1791 in Pagig; † 14. Juli 1855 in Samedan) war ein Schweizer Baumeister, Unternehmer und früher Gastwirt. Er gilt als Begründer der Hotelierfamilie Badrutt, die im 19. und 20. Jahrhundert die Entwicklung der Hotellerie im Engadin massgeblich prägte.

## Herkunft und Ausbildung
Johannes Badrutt wurde 1791 im Walserdorf Pagig (Schanfigg, Kanton Graubünden) als Sohn von Badrutt Badrutt und Ursula Jäger geboren. Seine Familie war bäuerlich geprägt und lebte in einfachen Verhältnissen. Um 1810 zog Badrutt als junger Handwerker nach Chur, wo er im Gewerbe tätig war und 1812 Anna Maria Donatsch (1790–1872) aus Malans heiratete.

## Beruflicher Aufstieg in Samedan
1814 folgte Badrutt einem Ruf des Engadiner Handelsherrn J. Baratty nach Samedan, wo er zunächst als Maler, Drechsler und Tischler arbeitete. Er wurde bald als geschickter Baumeister bekannt und erwarb sich das Vertrauen lokaler Bauherren. 1817 errichtete Johannes Badrutt das Wohnhaus für Christian Petzi, einen in Lyon tätigen Konditor. Dieses Gebäude ist heute das Restaurant Hirschen in Samedan.

## Tätigkeit als Baumeister im Oberengadin
In den 1820er und 1830er Jahren entwickelte sich Johannes Badrutt senior zu einem der gefragtesten Baumeister im Oberengadin. Zu seinen wichtigsten Projekten zählen:
- 1822: «Chesa Curtin» in Sils Maria – ein Übergangstyp vom Engadinerhaus zum bürgerlichen Wohnhaus

- 1823: Maiensäss für Rudolf von Planta, Landammann aus Samedan

- 1824/25: Repräsentatives Wohnhaus für Peter Jenny, einen Zuckerbäcker aus Vilnius, in Pontresina (heute: Chesa Melna)

- 1829: «Palazzo Josty» in Madulain für den Berliner Bierbrauer Daniel Josty

Der Bau des Maiensässes für Rudolf von Planta erwies sich später als besonders folgenreich: Von Planta wurde ein wichtiger Gönner und persönlicher Förderer der Familie Badrutt.

## Erste gastgewerbliche Aktivitäten
1830 richtete Johannes Badrutt in seinem Wohnhaus in Samedan mehrere Gästezimmer sowie einen Tanzsaal ein. Diese wurden von seiner Ehefrau Anna Maria Donatsch betreut, während er selbst weiterhin im Baugewerbe tätig war.
Die Einrichtung erfolgte zu einer Zeit, als das Engadin durch den Ausbau des Strassennetzes zunehmend für Reisende erschlossen wurde. Der Historiker Dolf Kaiser bezeichnete das Wohn- und Gasthaus von Johannes Badrutt senior später als «die Wiege der Engadiner Hotellerie».

## Familie
Das Ehepaar hatte mehrere Kinder, darunter Christian Badrutt (1813–1884), der in Pisa als Gastronom tätig war, Ursula (1816–1837), Anna Maria (1817–1853), Johannes Badrutt junior (1819–1889), später berühmter Hotelier und Gründer des Kulm Hotels in St. Moritz, Peter (1821–1856), Mierta (* 1823), Caspar (1826–1848), Margaretha (1827–1884) und Emilia (* 1830).

## Spätere Jahre, finanzielle Probleme und Konkurs
Obwohl Badrutt handwerklich erfolgreich war, geriet er durch geschäftliche Fehlkalkulationen, insbesondere beim Brücken- und Materialhandel, in finanzielle Schwierigkeiten. Sein Versuch, selbständig Kalk und Ziegel zu liefern, misslang. Sprachliche und organisatorische Probleme beim Vertragswesen verstärkten die Krise.
1847 musste er Konkurs anmelden. Sein gesamter Besitz in St. Moritz wurde liquidiert. Die Familie verstreute sich in verschiedene Richtungen: Während Johannes senior nach Pisa zu seinem Sohn Christian auswanderte, blieben andere Familienmitglieder im Engadin.

## Rückkehr und Tod
1855 kehrte Johannes Badrutt nach Graubünden zurück, wo er bei seinem Sohn Johannes junior Unterkunft fand, der zu diesem Zeitpunkt bereits den Gasthof Faller übernommen hatte und sich in St. Moritz etablierte. Johannes Badrutt starb am 14. Juli 1855 in Samedan an den Folgen einer Lungenentzündung.